# Mai 1772
Cette page présente les faits marquants du mois de mai 1772.

## Événements
- 29 mai : Création de l’Ordre de Vasa.
- Avril-mai : victoire des Sikhs sur Mughal Ali Khan, gouverneur moghol de Sirhind[1]. Ils dominent alors un vaste territoire au nord-ouest de l’Inde.